# 키드와인
키드와인(1993년 ~)은 대한민국의 가수, 작곡가다. 2019년 EP [ALL WE GOT]으로 정식 데뷔했다.

## 방송
- 쇼미더머니3 (2014) - Top16
- 리슨 업 (2022)

## 음반
- Run The City (2017)
- ALL WE GOT (2019)
- Sweet Wine (2019)
- Love Wine (2020)
- Love Wine 2 (2020)
- 있어주라 (2020)
- 네 옆에 그 사람은 내가 아닌 다른사람 (2020)
- DECANTING (2021)
- 지구한바퀴 (2021)
- 어서와요 키카코 하우스 (2021)